# Sainte-Radegonde (Saona y Loira)
 Sainte-Radegonde  es una población y comuna francesa, en la región de Borgoña, departamento de Saona y Loira, en el distrito de Autun y cantón de Issy-l'Évêque.

## Demografía
| 316 | 304 | 271 | 228 | 201 | 210 |
| Para los censos de 1962 a 1999 la población legal corresponde a la población sin duplicidades (Fuente: INSEE [Consultar]) |     |     |     |     |     |